# Richard Aeschlimann

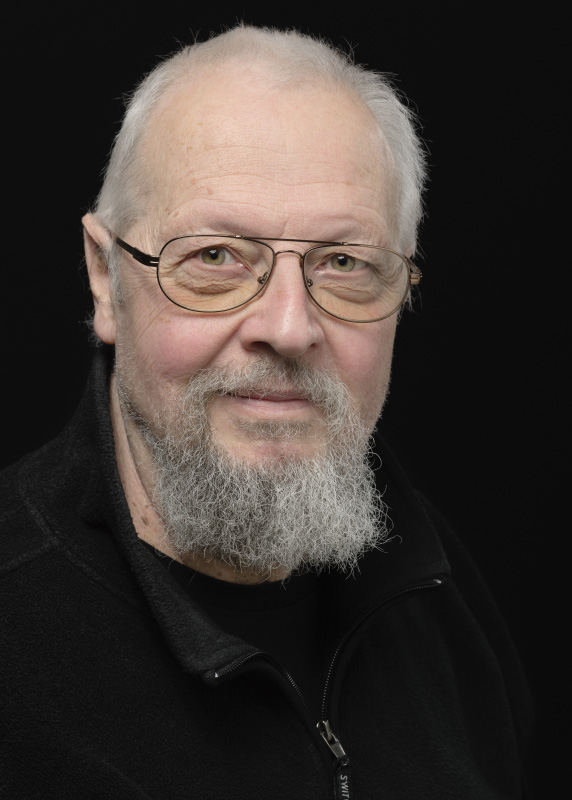
Richard Aeschlimann, 2016

Richard François Aeschlimann (* 21. Februar 1944 in Yverdon, Schweiz, lebt in Langnau im Emmental und in Lausanne) ist ein Schweizer Maler, Grafiker, Zeichner, Objektkünstler und Designer. Er ist ausserdem Galerist und Schriftsteller.

## Werk
Richard Aeschlimann ist vor allem für seine Zeichnungen, Aquarelle und Aquatintae-Arbeiten bekannt. Als Grafiker hat er auch zahlreiche Bücher illustriert. Er schuf auch Objekte aus verfremdeten Alltagsgegenständen.
Im Jahr 1972 war er Teilnehmer der Documenta 5 in Kassel in der Abteilung Parallele Bildwelten: Science Fiction. Dort wurden einige Zeichnungen von ihm – unter anderem von utopischen Kaffeekannen – und als Objekt eine absurde Toilette, die er durch die Montage eines Fruchtpressen-Einsatzes im Sitz verfremdet hatte, gezeigt.